# 牧口元美
牧口 元美（まきぐち もとみ、1935年7月22日 - 2025年3月）は、日本の俳優。東京都出身。身長は160cm、体重は60kg。

## 出演

### テレビドラマ
NHK
- 金曜時代劇 宝引の辰捕者帳
- 大河ドラマ元禄繚乱 - 幕府の老中/稲葉丹後守 役
- 茂七の事件簿 ふしぎ草紙第3,4,10話
- ドラマ8・Q.E.D. 証明終了 第8回（2009年） - 池沢 役

日本テレビ系列
- 火曜サスペンス劇場 運命の女

TBS系列
- 月曜ドラマスペシャル 代議士秘書の犯罪
- 未成年
- インスマスを覆う影
- 仮面ライダーBLACK RX第3話 - ワールド博士役

フジテレビ系列
- ひらけ!ポンキッキ - ガチャピン 役
- 結婚できない男
- If もしも - 第13話
- 美味しんぼ
- 不思議少女ナイルなトトメス - 第10話
- うたう!大龍宮城 - 第48話

世にも奇妙な物語
- トカゲのしっぽ
- ガード下の出来事

テレビ朝日
- 舞妓さんは名探偵!
- 超力戦隊オーレンジャー  第13話 - 島田吾一 役
- 重甲ビーファイター 第32話 - 丸川繁造 役
- 炎神戦隊ゴーオンジャー第11話 - 金倉金蔵 役
- 宇宙戦隊キュウレンジャー 第19話 - 長老 役
- 相棒（2019年） - 小山田一郎
- 土曜ワイド劇場
  - 混浴露天風呂連続殺人15 那須高原に消えた美人ダンサーの秘密 ヌードギャル"と"温泉の鉄人"秘湯ツアー 那須温泉郷～甲子温泉
  - 棟居刑事の復讐
  - おとり捜査官・北見志穂 深夜の首都高速でバラバラ連続殺人! 銀座高級クラブに潜入した美人刑事
  - ショカツの女〜新宿西署・刑事課強行犯係 殺意を招く一万円札!犯人は現職警察官!?

テレビ東京系列
- しにがみのバラッド 第11話 - カーネル 役
- ブラックポストマン 第2話 - 介護施設の入居者

ビーエスアイ
- 親子弁護士の探偵帖2

### 映画
- 臍閣下（1969年）
- カレンダー・レクイエム（1974年）
- 時の娘（1980年） - 花火師・源 役
- 俗物図鑑（1982年） - 芥山虫右衛門 役
- 二十世紀少年読本（1989年） - スミス臼井 役
- われに撃つ用意あり
- 夢二（1991年） - 世話役 役
- トカレフ（1994年） - 幼稚園園長 役
- 毎日が夏休み（1994年） - 三木部長 役
- マークスの山
- 流★星（1999年）
- 青い春 （2002年） - 校長先生（声） 役
- 赤目四十八瀧心中未遂（2003年） - 父巡礼 役
- ノロイ
- 七人の弔
- 寝盗られ宗介
- 我が人生最悪の時
- 罠 THE TRAP
- となり町戦争
- THE DEFENDER - 浮浪者 役
- 半世界（2019年） - 藤吉郎 役
- PERFECT DAYS （2023年） - 地元の年配男性 役[1]

#### Vシネマ
- 女飼い2
- 生贄 ikenie

#### インターネットシネマ
- 探偵事務所5 - 司書 役

### CM
- アサヒ飲料 緑健青汁

### 舞台
- ヘンリー八世
- 東海道四谷怪談
- 福田荘解体物語
- 泥棒と若殿/夕靄の中

#### 発見の会
- 革命的浪漫主義
- 花田・アングラ・清輝 もう一つの修羅 - 明智愚痴秀 役（日本インターネット演劇大賞優秀男優賞受賞）